# Clan Hashiba
 (avril 2017).
Si vous disposez d'ouvrages ou d'articles de référence ou si vous connaissez des sites web de qualité traitant du thème abordé ici, merci de compléter l'article en donnant les références utiles à sa vérifiabilité et en les liant à la section « Notes et références ».
Hashiba est l'ancien nom du clan Toyotomi. Le clan Hashiba est un des clans vassal des Oda, son nom même vient de deux généraux d'Oda, Niwa « Ha » et Shibata « Shiba ». Les armoiries du clan sont un kiri. C'est en 1574 que Hiyoshi Maro (Toyotomi Hideyoshi) prend le nom de Hashiba et construit le château de Nagahama qui sera le domaine du clan. Hashiba Hideyoshi remporte victoire sur victoire sous les bannières de Nobunaga. C'est à la mort de celui-ci qu'il sera amené à combattre ses anciens collaborateurs, Mitsuhide Akeshi et Shibata Katsuie. Il les défait lors des batailles de Yamazaki en 1582 contre Akechi et de Shizugatake en 1583 contre Shibata. La même année il déménage son fief à Osaka.
En 1584, il affronte Tokugawa Ieyasu et le fait vassal. En 1585, il est nommé nadaijin après avoir pris les provinces d'Etchu, Echigo et Shikoku. C'est aussi en 1585 qu'il prend le nom de Toyotomi sous lequel il sera immortalisé dans l'histoire du Japon en unifiant sous son pouvoir toutes les provinces du pays jusqu'à sa mort en 1597.

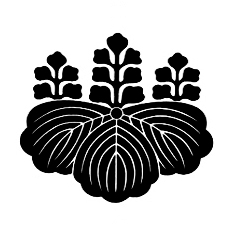
Mon (emblème) du clan Hashiba.

## Grands généraux du clan
- Hashiba Hideyoshi ou Toyotomi Hideyoshi
- Hashiba Hidenaga ou Toyotomi Hidenaga, demi-frère d'Hideyoshi
- Hashiba Hidekatsu ou Oda Hidekastu, fils adoptif de Hideyoshi